# 張鑽傳
張鑽傳（1926年9月10日—1998年12月4日），臺灣新北市淡水區人，內兒科醫師，長期攝影淡水景物。

## 生平
張鑽傳生於臺灣日治時期的淡水小坪頂，1949年畢業於臺灣大學醫學院醫學系後，先在臺大醫院受內科及小兒科受訓，1952年至淡水衛生所工作，1955年自行開業設立淡江醫院，1967年當選台北縣醫師公會理事。
張鑽傳在1969年與同行蔡坤煌等籌組滬尾攝影學會，為首屆會長。張鑽傳妻子張吳玲玲回憶，丈夫出診時，總會帶著相機，看病後回來的路中就沿途拍，連她自己也常擔任丈夫的模特兒。張鑽傳常拍攝淡水市街的古蹟建築、常民生活、祭典活動等，以長時間紀錄淡水鎮變遷。張鑽傳長子的台北長庚婦產科醫師張明揚表示，父親當醫師是為了醫人，對「人」特別感興趣，拍照鮮少拍純風景照，鏡頭也總愛將人給攝入。張鑽傳除屢奪攝影獎外，更於1970年獨創「光點攝影技法」，為用暗房技巧將照片以馬賽克呈現。
六十五歲，張鑽傳退休。1998年3月，他和與家人赴日本旅遊後，回來臺灣發現罹患急性白血症，該年12月4日病逝。

## 身後
1999年3月13日，遺作以「淡水風貌－張鑽傳攝影紀念展」之名，在國立歷史博物館展出。淡水渡船頭附近的河畔步道地面鑲有淡江大學建築系助理教授黃瑞茂規劃的銅質圖片，包含張鑽傳、李永沱、陳月里作品，但2007年全數遭竊。